# Boldklubben Rødovre
Boldklubben Rødovre er en fodboldklub der spiller i KBU's serie 1, klubben har både kvinde- og herrehold samt drenge- og pigehold. I klubbens vedtægter er det fastsat, at klubbens spilledragt består af en rød trøje med hvide ærmer, sorte benklæder og røde strømper.

## Historie
Klubben blev stiftet den 27. juli 1927 under navnet Rødovre Idræts Club af ni unge mænd, og klubben spillede på Tostedgårds baner tæt ved Damhustorvet. Klubben var tilknyttet Sjællands Boldspil-Union, hvilket imidlertid gav en stram økonomi på grund af de til tider lange rejser til udebanekampe rundt om på Sjælland. I 1941 skiftede RIC lokalunion til Kjøbenhavns Boldspil-Union, og så blev udebaneturene noget kortere, samtidig med at klubben fik nye baner på Elstedvej i det nordlige Rødovre. I 1947 blev RIC fusioneret med fodboldafdelingen i Orient Boldklub, og i den forbindelse skiftedes navnet til Boldklubben Rødovre.
1950'erne og 1960'erne blev klubbens storhedstid med mange dygtige fodboldspillere. Ole Daae blev udtaget til ynglingelandsholdet, mens Preben "Gogge" Jørgensen, Henry Nielsen, Sven Erik Understrup, Børge Madsen og Øivind Thunestved var på KBU's udvalgte hold, og de var bl.a. med på holdet, der i 1957 sikrede klubben oprykning til 3. division for første gang nogensinde, da førsteholdet først vandt Københavnsserien med 15 points forspring til Frederiksberg Boldklub og dernæst sluttede på fjerdepladsen i kvalifikationsturneringen til 3. division mod de andre lokale serievindere. I sæsonen 1959 endte holdet på førstepladsen i 3. division og rykkede dermed op i 2. division, der på det tidspunkt var landets næstbedste række. Opholdet i 2. division blev imidlertid kun af én sæsons varighed, idet holdet sluttede sæsonen på 11.-pladsen med samme pointtal som Boldklubben Frem Sakskøbing, men Rødovres målkvotient var dårligere end lollikernes og derfor blev klubben rykket ned i 3. division igen. Både i 1961 og 1962 flirtede Rødovre alvorligt med nedrykningsstregen i 3. division men endte begge sæsoner umiddelbart over stregen, inden det uundgåelige i 1963 indtraf, hvor holdet endte sidst i 3. division og derfor måtte forlade de landsdækkende divisioner. Inden nedrykningen formåede holdet dog at spille sig helt frem til semifinalerne i pokalturneringen i 1962-63, hvor det tabte 1-2 til Køge Boldklub – klubbens største bedrift gennem tiderne. I 1967 var Boldklubben Rødovre tilbage i 3. division for en kort bemærkning. Holdet sluttede på sidsteplads i østkredsen og rykkede derfor ned i Danmarksserien igen. Klubben opnåede nogle år senere yderligere tre sæsoner i 3. division, 1976, 1977 og 1982, men siden da har klubben fristet en tilværelse uden for Danmarksturneringen.
I alt opnåede klubben én sæson i landets næstbedste række, 2. division, og ni sæsoner i den tredjebedste række, 3. division, i perioden fra 1958 til 1982.

### Kvindefodbold
Klubbens dameafdeling blev oprettet i 1960 ved at man optog hele holdet fra Rødovre Håndboldklub. I begyndelsen af 1970'erne blev dameholdet sjællandsmestre, og i 1971 var Rødovre-spilleren Solveigh Hansen med på det kvindelandshold, der vandt det uofficielle verdensmesterskab i Mexico. Seks år senere fik Boldklubben Rødovre sin anden landsholdsspiller, og derefter blev klubben storleverandør af spillere til landsholdet de næste 15 år.
Førsteholdet for damer har spillet flere sæsoner i den bedste kvindelige række, Elitedivisionen, og opnåede DM-bronzemedaljer i 1981 og 1982, og i 1983 vinder holdet DBUs Landspokalturnering for kvinder ved at besejre Hjortshøj-Egaa Idrætsforening i finalen med 1-0.
I 2016 og 2017 oplevede klubben imidlertid, at størstedelen af de kvindelige medlemmer skiftede til andre klubber. Halvdelen valgte at søge udfordringer i FC Damsø i Vanløse, der var placeret en række højere i ligasystemet end Boldklubben Rødovre, mens den anden halvdel valgte at nedtrappe og fortsætte karrieren i Husum Boldklub, der spillede et niveau lavere end Rødovre. Det efterlod klubben med blot fire damespillere, ca. 40 færre end et par sæsoner tidligere, hvilket betød at den blev nødt til at lukke sin dameafdeling.

## Stadion
Klubbens hold spiller sine hjemmekampe på Rødovre Stadion, der er beliggende på Elstedvej 40 i Rødovre, og som officielt har plads til 5.000 tilskuere. Der findes ikke tribuner men kun ståpladser rundt om banen, der er omringet af en løbebane. Derudover råder klubben over tre 11-mands-baner og en kunstbane